# Rue Saint-Fargeau
Pour les articles homonymes, voir Saint-Fargeau.
La rue Saint-Fargeau se situe dans le 20e arrondissement de Paris.

## Situation et accès
Elle commence au carrefour avec la rue Pelleport (à l'ouest) où elle prolonge la rue de Ménilmontant, pour se terminer au niveau du boulevard Mortier (à l'est).
La rue Saint-Fargeau accueille la station de métro Saint-Fargeau sur la ligne 3 bis au carrefour du même nom où se croisent aussi l'avenue Gambetta et la rue Haxo.

## Origine du nom
Elle tient son nom au parc du l'ancien château de Saint-Fargeau, propriété de l'homme politique Louis-Michel Lepeletier de Saint-Fargeau (1760-1793) qui, de député de la noblesse, devint révolutionnaire. Fidèle à la Convention, il vota l’exécution de Louis XVI ; il fut assassiné par le royaliste Paris.
La rue est créée au début du XIXe siècle à partir d'un chemin ouvert dans ce parc aliéné à la fin du XVIIIe siècle. La rue passe près de l'emplacement de l'ancien château vendu en 1803 par la fille de Louis-Michel Lepeletier de Saint-Fargeau. Ce château qui était situé approximativement à l'emplacement de l'actuelle rue Henri-Poincaré disparait au cours des premières décennies du XIXe siècle.

## Historique
Le tronçon compris entre la rue Pelleport et la rue du Télégraphe faisait autrefois partie de l'ancienne chaussée de Ménilmontant, nommé jusqu'en 1843 « chemin de Ménilmontant à Rosny ».
Cette voie de l'ancienne commune de Belleville est classée dans la voirie parisienne par le décret du 23 mai 1863.

## Bâtiments remarquables et lieux de mémoire
- La rue longe le réservoir de Ménilmontant construit en 1865.
- Les établissements Legendre frères étaient installés rue Saint-Fargeau.
- No 6 : portail surmonté d'un mascaron à l'emplacement de l'ancien château de Saint-Fargeau.
- No  ancienne usine de la Compagnie parisienne de l'air comprimé ouverte en 1888 sur le terrain de laquelle la rue Henri Poincaré est tracée en 1912.
- No 47 : une caserne des pompiers de Paris
- No 50 : le jardin Paule-Minck.